# Розвиток Doom
Doom, шутер від першої особи від id Software, вийшов у грудні 1993 року і вважається однією з найбільш значущих і впливових відеоігор в історії. Розробка почалася в листопаді 1992 року з програмістами Джоном Кармаком і Джоном Ромеро, художниками Едріаном Кармаком і Кевіном Клаудом та дизайнером Томом Холлом. Пізніше Холла замінив Сенді Петерсен, а до команди приєднався програміст Дейв Тейлор. Музику та звукові ефекти створив Боббі Принц.
Концепція Doom була запропонована наприкінці 1992 року, після виходу Wolfenstein 3D та її продовження Spear of Destiny. Джон Кармак працював над вдосконаленим 3D-рушієм цих ігор, і команда хотіла, щоб у наступній грі були використані його розробки. Було запропоновано кілька ідей, включаючи нову гру в серії Commander Keen, але Джон запропонував гру про використання технологій для боротьби з демонами, натхненну кампаніями Dungeons & Dragons, в які грала команда. Перші місяці розробки були витрачені на створення прототипів, в той час як Холл створив «Біблію приреченості», проектний документ, що відображав його бачення гри та її історії; після того, як id випустила грандіозний прес-реліз, в якому розхвалювала функції, над якими команда ще не почала працювати, «Біблія приреченості» була відкинута на користь безсюжетної гри без жодного проектного документу.
Протягом наступних шести місяців Холл розробляв рівні на основі реальних військових баз, Ромеро будував об'єкти, а художники Адріан і Клауд створювали текстури і демонів на основі глиняних моделей, які вони побудували. Однак дизайн рівнів Холла був визнаний нецікавим, і Ромеро почав розробляти свої власні рівні; Холл, дедалі більше розчарований своїм обмеженим впливом, був звільнений у липні. У вересні його замінив Петерсен, і команда працювала дедалі довше, аж поки гра не була завершена в грудні 1993 року. Doom була самостійно опублікована id 10 грудня 1993 року і одразу ж завантажена тисячами гравців.

## Дизайн

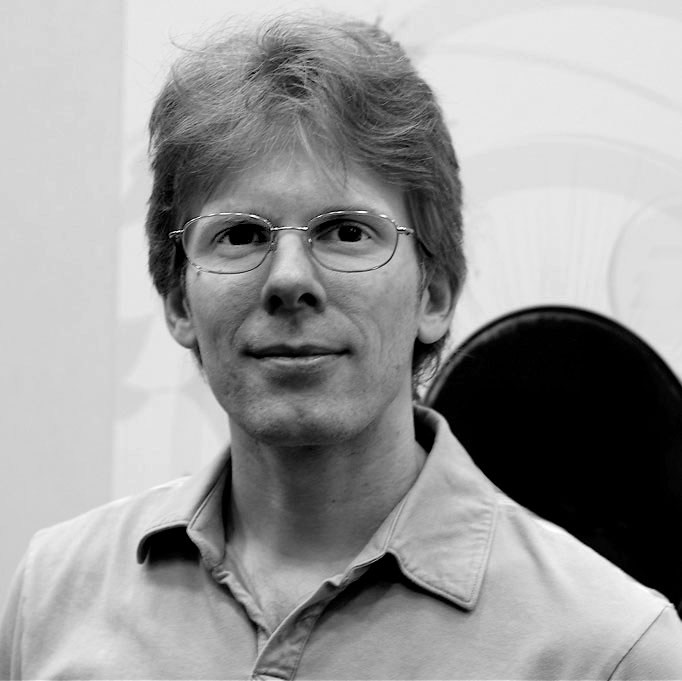
Джон Кармак в 2006 році

### Концепт
У травні 1992 року id Software випустила гру Wolfenstein 3D. Її часто називають «дідусем» шутерів від першої особи, вона поклала початок очікуванням стрімкого екшену та нових технологій і значно підвищила популярність жанру. Одразу після виходу гри більшість команди почала працювати над серією нових епізодів Wolfenstein, Spear of Destiny. Оскільки епізоди використовували той самий рушій, що й оригінальна гра, співзасновник і провідний програміст id Джон Кармак зосередився на технологічних дослідженнях для наступної гри компанії, подібно до того, як він експериментував зі створенням 3D-рушія перед розробкою Wolfenstein 3D. Між травнем і виходом Spear of Destiny у вересні 1992 року він створив кілька експериментальних рушіїв, у тому числі для гоночної гри, а потім працював над вдосконаленою версією рушія Wolfenstein, який мав бути ліцензований Raven Software для їхньої гри ShadowCaster. Для цього рушія він розробив кілька удосконалень рушія Wolfenstein, включаючи нахилені підлоги, текстури на підлогах і стелях на додаток до стін, а також погіршення видимості на відстані. Отриманий рушій був набагато повільнішим за рушій Wolfenstein, але був визнаний прийнятним для пригодницької гри на кшталт ShadowCaster.
Після виходу Spear of Destiny та завершення розробки рушія ShadowCaster, id Software обговорювали, якою буде їхня наступна гра. Вони хотіли створити ще одну 3D-гру, використовуючи новий рушій Carmack як відправну точку, але були в значній мірі втомлені від Wolfenstein. Особливо втомився провідний дизайнер Том Гол (Tom Hall), який наполягав на тому, щоб команда створила ще одну гру в серії Commander Keen; команда створила сім епізодів серії в 1990-91 роках як свої перші ігри, але запланований третій набір епізодів був відкинутий на користь Wolfenstein 3D. Хоча Кармак спочатку був зацікавлений цією ідеєю, решта команди не була. Вони вважали, що платформерний геймплей серії погано підходить для швидких 3D-рушіїв Кармака, і особливо після успіху Wolfenstein були зацікавлені у створенні нових ігор такого типу. Крім того, інші два співзасновники id не були зацікавлені у створенні ще однієї гри Keen: Джон Ромеро, дизайнер Wolfenstein, не був зацікавлений у створенні ще однієї «милої» гри, а провідний художник Адріан Кармак вважав за краще створювати мистецтво в більш похмурому стилі, ніж ігри Keen. Джон Кармак невдовзі також втратив інтерес до ідеї Keen, натомість запропонувавши власну концепцію: гру про використання технологій для боротьби з демонами, натхненну кампаніями Dungeons & Dragons, в які грала команда, що поєднувала стилі Evil Dead II та Aliens. Спочатку концепт мав робочу назву «Green and Pissed», яка також була назвою концепту, запропонованого Голом до Wolfenstein, але незабаром Кармак назвав запропоновану гру на честь рядка з фільму «Колір грошей»: "'What's in the case?' / «Тут? Смерть».
Команда погодилася працювати над концепцією Doom, і розробка почалася в листопаді 1992 року. Початкова команда розробників складалася з п'яти осіб: програмістів Джона Кармака і Джона Ромеро, художників Едріана Кармака і Кевіна Клауда та дизайнера Тома Холла. Вони переїхали до темної офісної будівлі, яку назвали «Suite 666», і черпали натхнення у звуках, що долинали з кабінету стоматолога по сусідству. Вони також розірвали зв'язки з компанією Apogee Software, яка дала їм початковий аванс на створення їхньої першої гри, Commander Keen in Invasion of the Vorticons, і через яку вони до цього часу публікували умовно-безкоштовні версії своїх ігор. Хоча у них були хороші особисті стосунки з власником Скоттом Міллером, вони відчували, що переростають видавця. Клауд, який брав участь у бізнес-справах id, наполягав на тому, щоб id сама взяла на себе обов'язки видавця умовно-безкоштовного програмного забезпечення, після того, як провівши розслідування і з'ясувавши, що Apogee не в змозі надійно впоратися з обсягом клієнтів, які купують ігри id через Apogee, він переконав інших. Він переконав інших, що збільшення доходів від продажів компенсує проблеми з власною видавничою діяльністю. Дві компанії розійшлися полюбовно, і Doom стала самвидавом.

### Розробка

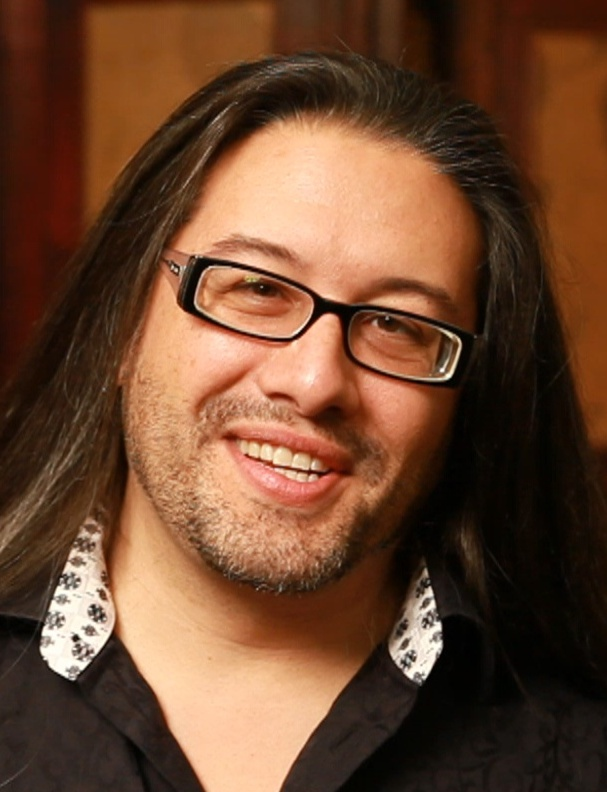
Джон Ромеро в 2012 році

На початку розробки в команді почали з'являтися розбіжності. Холл, який, незважаючи на бажання розробити іншу гру, залишався провідним дизайнером і креативним директором компанії, не хотів, щоб Doom була такою ж безсюжетною, як Wolfenstein 3D. Наприкінці листопада він представив проектний документ, який назвав «Біблією Doom», що описував сюжет, передісторію та цілі проекту. Його концепція представляла собою науково-фантастичну концепцію жахів, в якій вчені на Місяці відкривають портал, з якого з'являються прибульці. Через серію рівнів гравець дізнається, що прибульці — це демони; пекло також постійно проникає в дизайн рівнів, оскільки атмосфера стає темнішою і жахливішою. У той час як Ромеро спочатку сподобалася ця ідея, Джон Кармак не тільки не сприйняв її, але й відкинув ідею наявності сюжету взагалі: «Сюжет у грі — це як сюжет у порнофільмі; очікується, що він там буде, але він не настільки важливий». Замість глибокої історії Джон Кармак хотів зосередитися на технологічних інноваціях, відмовившись від рівнів та епізодів Wolfenstein на користь швидкого, безперервного світу. Холу ця ідея не сподобалася, але Ромеро став на бік Кармака. Хоча Джон Кармак був провідним програмістом, а не дизайнером, його почали розглядати в компанії як найважливіше джерело ідей; компанія розглядала можливість застрахувати Кармака як ключову особу, але нікого іншого.
Наступні кілька тижнів Голл витратив на переробку Doom Bible з урахуванням технологічних ідей Кармака, а решта команди планувала, як їх реалізувати. У його скоригованому баченні сюжету персонаж гравця потрапляє на велику військову базу на чужій планеті Тей Тенга. На початку гри, коли перший з чотирьох персонажів-солдатів на ім'я Бадді грав з іншими в карти, вчені на базі випадково відкрили портал до Пекла, через який хлинули демони, вбиваючи інших солдатів. Він задумав структуру з шести епізодів з сюжетною лінією, що включає подорожі до Пекла і назад через ворота, якими користувалися демони, і знищення планети, за що гравці потрапляють до в'язниці. Бадді був названий на честь персонажа Холла в кампанії Dungeons & Dragons під керівництвом Джона Кармака, в якій відбувалося вторгнення демонів. Однак у грудні Холл був змушений знову переробити «Біблію приреченості» після того, як Джон Кармак і решта команди вирішили, що вони не зможуть створити єдиний, цілісний світ з апаратними обмеженнями того часу, що суперечило більшій частині нового документа.
На початку 1993 року id випустила прес-реліз Холла, в якому розповідалася історія Бадді про те, як він боровся з демонами, перебуваючи «по коліна в мертвих», намагаючись знищити демонів і з'ясувати, що спричинило їхню появу. У прес-релізі було оголошено про нові ігрові функції, які створив Джон Кармак, а також про інші функції, включаючи багатокористувацьку гру, над якими команда ще не працювала і які ще навіть не були розроблені. Компанія заявила виданню Computer Gaming World, що Doom буде «Wolfenstein в мільйон разів!». Ранні версії були побудовані відповідно до Біблії Doom; «пре-альфа» версія першого рівня включала інших персонажів за столом і рухомі стільці на колесах, засновані на тих, що були в офісі id. Початкові версії також зберегли «аркадні» елементи, присутні у Wolfenstein 3D, як-от підрахунок очок і предметів, але їх було вилучено на ранній стадії розробки, оскільки вони здавалися нереалістичними і не відповідали тону гри. Інші елементи, такі як складний користувацький інтерфейс, система інвентарю, вторинний захист щита та життя, були модифіковані та поступово вилучені в процесі розробки.

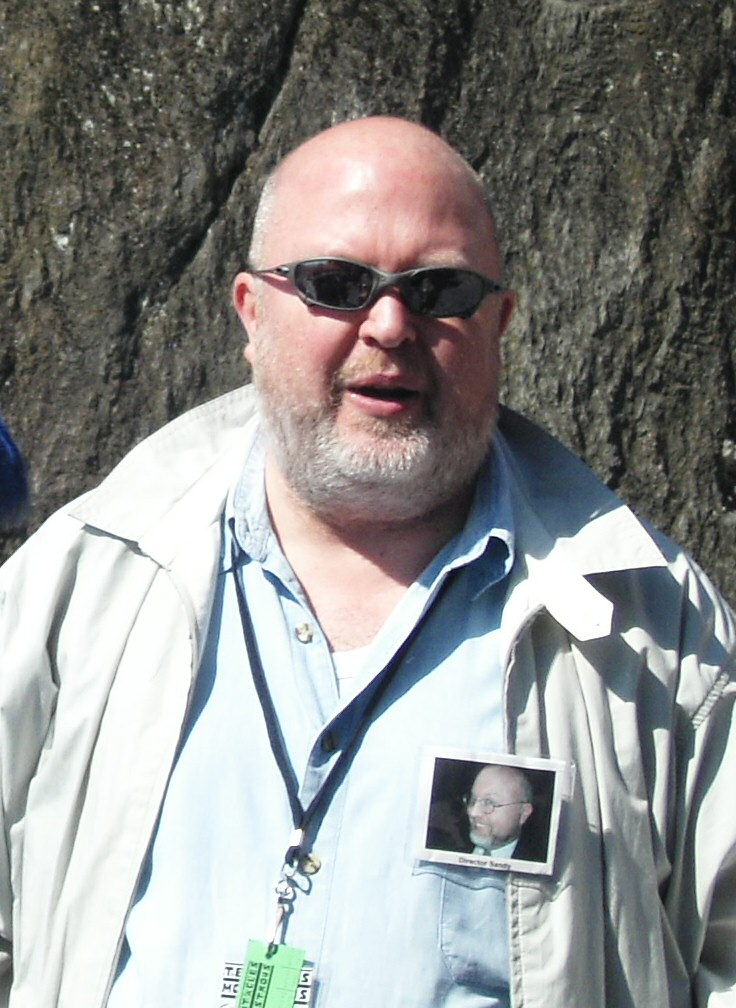
Сенді Петерсен у 2004 році

Незабаром, однак, Doom Bible в цілому була відкинута: Ромеро хотів створити гру ще «жорстокішу і швидшу» за Wolfenstein, яка не залишала місця для сюжету, керованого персонажами, що його створив Холл. Крім того, команда не вважала, що їм взагалі потрібен дизайн-документ, оскільки вони не створювали його для попередніх ігор; Біблію Doom взагалі відкинули. Декілька ідей було збережено, зокрема, початок гри на військовій базі, а також деякі локації, предмети та монстрів, але від сюжету відмовилися, а більшу частину дизайну вилучили, оскільки команда вважала, що він робить акцент на реалізмі, а не на розважальному ігровому процесі. Деякі елементи, такі як зброя, вузлова система карт і монорельсові дороги, пізніше з'явилися в наступних іграх Doom або id. Робота над грою тривала, і на початку 1993 року демо-версію показали журналу Computer Gaming World, який був у захваті від неї. Однак Джону Кармаку та Ромеро не сподобався дизайн рівнів Холла, натхненний військовою базою. Ромеро особливо відчував, що хоча Джон Кармак спочатку просив про реалістичні рівні, оскільки вони змусили б рушій працювати швидше, дизайн рівнів Холла не надихав. Він вважав, що коробчасті, плоскі рівні були занадто схожі на дизайн Wolfenstein і не показували все, на що здатен рушій. Він почав створювати свої власні, більш абстрактні рівні, починаючи з вигнутих сходів на велику відкриту територію в тому, що стало другим рівнем фінальної гри, який, на думку решти команди, був набагато кращим.
Голл був засмучений тим, як сприйняли його проекти, і тим, як мало він впливав як провідний дизайнер; Ромеро згодом стверджував, що Холл взагалі не цікавився концепцією Doom. Холл також був засмучений тим, як багато йому доводилося боротися з Джоном Кармаком, щоб домогтися того, що він вважав очевидними поліпшеннями геймплею, наприклад, літаючих ворогів. Інші розробники, однак, відчували, що Холл не синхронізувався з баченням гри командою і ставав проблемою. Він почав проводити менше часу в офісі, і у відповідь Джон Кармак запропонував звільнити його з id. Ромеро спочатку опирався, оскільки це означало б, що Холл не отримає прибутку, але в липні він та інші засновники id звільнили Холла, який перейшов працювати в Apogee. У вересні, за десять тижнів до виходу Doom, Холла замінив геймдизайнер Сенді Петерсен, незважаючи на побоювання щодо його відносно високого віку (37 років) порівняно з іншими працівниками початку 20-х років і релігійного походження. Пізніше Петерсен згадував, що Джон Кармак і Ромеро хотіли найняти інших художників, але Клауд і Едріан не погодилися, заявивши, що дизайнер потрібен, щоб допомогти створити цілісний ігровий досвід. Вони поступилися, і Петерсен був найнятий. До команди також долучився третій програміст, Дейв Тейлор. Ромеро доручив Петерсену переробити рівні Холла, внісши в них стільки змін, скільки вважав за потрібне, щоб вони відповідали його вказівкам щодо того, що робить рівні цікавими. Петерсен і Ромеро розробили решту рівнів для Doom з різними цілями: команда вважала, що дизайн Петерсена був більш технічно цікавим і різноманітним, в той час як дизайн Ромеро був більш естетичним. Процес розробки рівнів Ромеро полягав у тому, що він створював рівень або частину рівня, починаючи з самого початку, потім проходив його і повторював ітерації над дизайном, так що до того моменту, коли він був задоволений ходом і іграбельністю рівня, він проходив його «тисячу разів». Перший рівень, зроблений Ромеро, був останнім, створеним для демонстрації нових елементів рушія. На фінальному екрані кожного рівня, як і в Wolfenstein 3D, відображається встановлений Ромеро «номінальний час» проходження рівня.
Наприкінці 1993 року, за місяць до релізу, Джон Кармак почав додавати в гру багатокористувацький режим, спочатку вивчивши роботу в комп'ютерній мережі за книжкою. Після того, як багатокористувацький компонент був закодований, команда розробників почала грати в чотирикористувацькі матчі, які Ромеро назвав «deathmatch»; він запропонував додати також кооперативний багатокористувацький режим. Вбивство інших гравців Клауд назвав «фраггінгом». За словами Ромеро, режим deathmatch був натхненний файтингами. Команда часто грала в Street Fighter II, Fatal Fury та Art of Fighting під час перерв, розробляючи складні правила, що включали лайку та трощення меблів чи обладнання. Пізніше Ромеро заявив, що «можна сказати, що японські файтинги підживлювали творчий імпульс для створення deathmatch у наших шутерах».

## Програмування

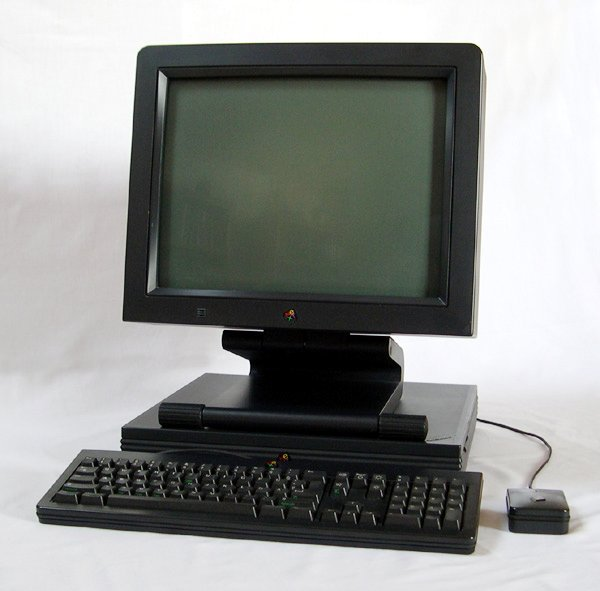
Комп'ютер NeXTstation

Doom була запрограмована переважно мовою ANSI C, з деякими елементами на асемблері, на комп'ютерах NeXT під управлінням операційної системи NeXTSTEP. Дані, включаючи дизайн рівнів і графічні файли, зберігаються у файлах WAD, скорочено від «Where's All the Data?» (Де всі дані?). Це дозволяє змінювати будь-яку частину дизайну без необхідності вносити зміни в код рушія. Кармак був вражений модифікаціями, зробленими фанатами Wolfenstein 3D, і хотів підтримати їх за допомогою легко змінюваної файлової структури, і випустив редактор мап в Інтернеті.
На ранній стадії розробки Ромеро та Кармак зосередилися на особливостях рушія, а не на концепції гри. Wolfenstein вимагав, щоб рівні були плоскою площиною зі стінами на одній висоті і під прямим кутом; в той час як світ Doom все ще був варіацією плоскої площини, в тому сенсі, що дві прохідні області не могли знаходитися одна над одною, він міг мати стіни і підлогу під будь-яким кутом або на будь-якій висоті, що дозволяло більше різноманітності в дизайні рівнів. У ShadowCaster було покращено видимість, що зникає, за рахунок регулювання кольорової палітри за відстанню, затемнення далеких поверхонь і створення більш похмурого, реалістичного вигляду. Ця концепція також була використана для системи освітлення: замість того, щоб обчислювати шлях світла від джерел світла до поверхонь за допомогою трасування променів, рушій обчислює «рівень освітленості» ділянки рівня, яка може бути навіть меншою за одну сходинку, на основі його відстані від джерел світла. Потім він відповідно затемнює кольорову палітру текстур поверхні цієї ділянки. Ромеро використав розроблений ним інструмент редагування карт для створення грандіозних територій з цими новими можливостями, а також придумав нові способи використання світлового рушія Carmack, наприклад, стробоскопів. Він також запрограмував такі функції рушія, як перемикачі та рухомі сходи і платформи.
У першій половині 1993 року Кармак працював над вдосконаленням графічного рушія. Після того, як дизайн рівнів Ромеро почав викликати проблеми з рушієм, він дослідив і почав використовувати бінарний поділ простору для швидкого вибору частини рівня, яку гравець міг бачити в будь-який момент часу. У березні 1993 року команда припинила роботу над Doom, щоб протягом трьох тижнів створювати порт Wolfenstein 3D для Super Nintendo Entertainment System, після того, як підрядник, найнятий для роботи над портом, не досягнув жодного прогресу. Тейлор, поряд із програмуванням інших функцій, додав чит-коди; деякі з них, такі як «idspispopd», були засновані на ідеях фанатів, які з нетерпінням чекали на гру, і які команда вважала забавними. Наприкінці 1993 року робота над Doom наближалася до завершення, і очікування гравців було високим, що було підкріплено витоком демо-версії для преси. Джон Кармак почав працювати над багатокористувацьким компонентом; протягом двох тижнів він мав два комп'ютери, що грали в одну і ту ж гру у внутрішній мережі офісу.

## Графіка та звук

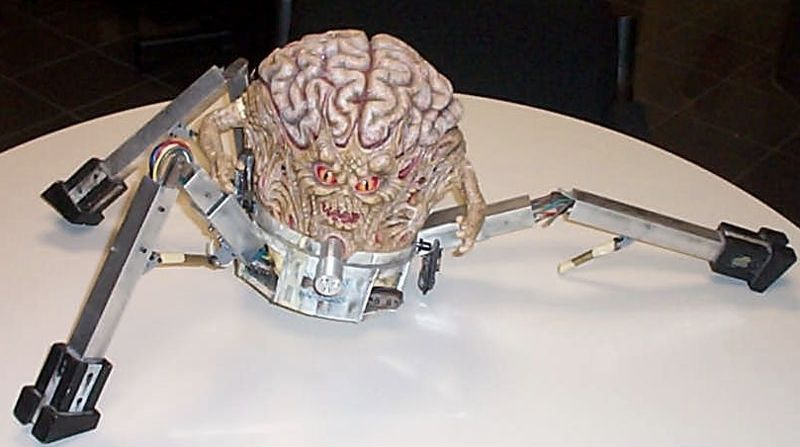
Модель Арахнотрону

Едріан Кармак був головним художником Doom, а Кевін Клауд — додатковим художником. Крім того, Дон Айван Панчац (Don Ivan Punchatz) був найнятий для створення обкладинки та логотипу, а його син Грегор Панчац (Gregor Punchatz) створив деяких монстрів. Doom був стилем гри, який Адріан Кармак хотів створити з моменту заснування id, з похмурим стилем і демонами. Він і Клауд створили монстрів «кошмарними» і розробили нову техніку їхньої анімації. Мета полягала в тому, щоб графіка була реалістичною і похмурою, а не постановочною чи рендеринговою, тому до роботи над нею було застосовано змішаний медіа-підхід. На відміну від Wolfenstein, де Кармак намалював кожен кадр анімації для спрайтів нацистських ворогів, для Doom художники виліпили моделі деяких ворогів з глини і сфотографували їх в режимі стоп-моушн з п'яти-восьми різних ракурсів, щоб їх можна було реалістично обертати в грі; потім зображення були оцифровані і перетворені на 2D-персонажі за допомогою програми, написаної Джоном Кармаком. Адріан Кармак виготовив глиняні моделі для персонажів гравця, Кібердемона та Барона Пекла, перш ніж вирішив, що проблеми з підтриманням однорідності глини при освітленні та переміщенні моделей під час анімації є надто великими. Пізніше він попросив фахівця з практичних ефектів Грегора Панчаца створити скульптуру Павука-натхненника з латексу та металу. Панчац придбав матеріали в будівельних магазинах і магазинах для хобі та використав те, що він назвав «ефектом гумки та жувальної гумки». Зброя була іграшковою, з частинами, об'єднаними з різних іграшок, щоб зробити більше зброї. Вони також відсканували себе, використовуючи руку Клауда як модель руки персонажа, що тримає зброю, а черевики зі зміїної шкіри та поранене коліно Едріана — як ігрові текстури. Ромеро був моделлю тіла, яку використовували для обкладинки; намагаючись попрацювати з моделлю-чоловіком, щоб отримати еталонну фотографію для роботи Дона Івана Панчаца, Ромеро розчарувався, намагаючись пояснити йому, як позувати так, ніби «на морського піхотинця збирається напасти нескінченна кількість демонів». Ромеро позував без сорочки, щоб продемонструвати образ, якого він прагнув досягти, і саме цю фотографію використав Панчац. Для створення спрайтів було використано програму Deluxe Paint II від Electronic Arts.
Як і для Wolfenstein 3D, id найняла Боббі Прінса для створення музики та звукових ефектів. Ромеро наказав Прінсу створювати музику в стилях техно і метал; багато пісень були безпосередньо натхненні піснями популярних метал-гуртів, таких як Alice in Chains і Pantera. Прінс відчував, що більш ембієнтна музика буде працювати краще, особливо враховуючи апаратні обмеження того часу на звуки, які він міг створювати, і створив численні треки в обох стилях, сподіваючись переконати Ромеро; Ромеро, однак, все ще любив металеві треки і додав обидва стилі. Прінс не писав музику для конкретних рівнів; більшість пісень були написані ще до того, як рівні, на які вони були призначені, були завершені. Натомість Ромеро призначав кожен трек для кожного рівня на пізньому етапі розробки. На відміну від музики, звукові ефекти для ворогів і зброї були створені Принсом для конкретних цілей; Принс розробляв їх на основі коротких описів або концепт-артів монстра або зброї, а потім підганяв звукові ефекти під завершену анімацію. Звукові ефекти для монстрів були створені на основі звуків тварин, і Прінс розробив всі звукові ефекти так, щоб вони були чіткими на обмеженому звуковому обладнанні того часу, навіть коли багато звукових ефектів відтворювалися одночасно.

## Реліз
Початковою датою релізу Doom був третій квартал 1993 року, але команда не вклалася в цей термін. До грудня 1993 року команда працювала нон-стоп, деякі співробітники спали в офісі; програміст Дейв Тейлор стверджував, що робота давала йому такий приплив сил, що він втрачав свідомість від її інтенсивності. Id провела лише один прес-прев'ю, у червні в журналі «Computer Gaming World», який викликав бурхливу реакцію, але також постійно випускала оновлення для громадськості протягом усього процесу розробки в Інтернеті, що зароджувався. Id почала отримувати дзвінки від людей, зацікавлених грою або розгніваних тим, що вона пропустила заплановану дату релізу, оскільки очікування наростало протягом року. Опівночі у п'ятницю, 10 грудня 1993 року, після 30 годин безперервної роботи над тестуванням гри, команда завантажила перший епізод в Інтернет, дозволивши зацікавленим гравцям розповсюджувати його для себе. До першої мережі, до якої вони планували завантажити гру — FTP-мережі Університету Вісконсіна в Парксайді — було підключено так багато користувачів, що навіть після того, як адміністратор мережі збільшив кількість з'єднань під час телефонної розмови з Вілбуром, id не зміг підключитися, що змусило їх вимкнути всіх інших користувачів, щоб дозволити id завантажити гру. Коли через тридцять хвилин завантаження завершилося, 10 000 людей спробували завантажити гру одночасно, що призвело до краху університетської мережі. За кілька годин інші університетські мережі заборонили багатокористувацьку гру Doom, оскільки наплив гравців перевантажив їхні системи.

### Версії релізів
Під час розробки Doom п'ятьом версіям перевидань було присвоєно назви або номери, і вони були показані тестувальникам або пресі
| Версія    | Дата Релізу          | Примітки |
| --------- | -------------------- | --- |
| 0.2 Альфа | 4 Лютого, 1993 рік   | Рання версія, розроблена два місяці тому; має текстурне мапування, змінні рівні освітлення та неортогональні стіни на одному пласкому рівні. Має нерухомих ворогів та екран з елементами з Біблії Doom, який згодом було вилучено,                                                                          |
| 0.3 Альфа | 28 Лютого, 1993 року | Ще одна версія зі змінами в інтерфейсі |
| 0.4 Альфа | 2 Квітня, 1993 року  | Містить дев'ять рівнів, з деякими впізнаваними структурами з фінальної гри. У гравця є гвинтівка, з якої можна стріляти, хоча вороги все ще не рухаються. Містить дев'ять рівнів, з деякими впізнаваними структурами з фінальної гри. У гравця є гвинтівка, з якої можна стріляти, але вороги не рухаються. |
| 0.5 Альфа | 22 Травня, 1993 року | Містить чотирнадцять рівнів, хоча останній рівень недоступний; шостий рівень пізніше був використаний у Doom II замість Doom. Предмети та небезпеки навколишнього середовища присутні та функціонують. Вороги не атакують і зникають після пострілу,                                                        |
| Реліз     | 4 Жовтня, 1993 року  | Схожа на релізну версію, з деякими відмінностями в озброєнні та дизайні рівнів. Включено три рівні, які у релізній версії стали б E1M2, E3M5 та E2M2. |